# French Open 2004 (Badminton)
Die French Open 2004 im Badminton fanden vom 17. bis 21. März 2004 in Paris statt.

## Sieger und Platzierte
| Disziplin    | Gold                        | Silber                                | Bronze                               |
| ------------ | --------------------------- | ------------------------------------- | ------------------------------------ |
| Herreneinzel | Chen Jin                    | Björn Joppien                         | Hidetaka Yamada                      |
| Herreneinzel | Chen Jin                    | Björn Joppien                         | Jens Roch                            |
| Dameneinzel  | Pi Hongyan                  | Chen Lanting                          | Zhu Lin                              |
| Dameneinzel  | Pi Hongyan                  | Chen Lanting                          | Liu Jian                             |
| Herrendoppel | Gan Teik Chai Koo Kien Keat | Joachim Fischer Nielsen Jesper Larsen | Thomas Røjkjær Jensen Tommy Sørensen |
| Herrendoppel | Gan Teik Chai Koo Kien Keat | Joachim Fischer Nielsen Jesper Larsen | Chan Chong Ming Chew Choon Eng       |
| Damendoppel  | Du Jing Yu Yang             | Feng Chen Pan Pan                     | Ha Jung-eun Oh Seul-ki               |
| Damendoppel  | Du Jing Yu Yang             | Feng Chen Pan Pan                     | Kamila Augustyn Nadieżda Kostiuczyk  |
| Mixed        | Xie Zhongbo Yu Yang         | Nikolai Sujew Marina Yakusheva        | Lee Yong-dae Kang Hae-won            |
| Mixed        | Xie Zhongbo Yu Yang         | Nikolai Sujew Marina Yakusheva        | Björn Siegemund Nicol Pitro          |

## Finalresultate
| Disziplin    | Sieger                      | Finalist                              | Ergebnis         |
| ------------ | --------------------------- | ------------------------------------- | ---------------- |
| Herreneinzel | Chen Jin                    | Björn Joppien                         | 15–9, 15–5       |
| Dameneinzel  | Pi Hongyan                  | Chen Lanting                          | 11–5, 11–8       |
| Herrendoppel | Gan Teik Chai Koo Kien Keat | Joachim Fischer Nielsen Jesper Larsen | 15–6, 17–15      |
| Damendoppel  | Du Jing Yu Yang             | Feng Chen Pan Pan                     | 5-15, 15–4, 15–6 |
| Mixed        | Xie Zhongbo Yu Yang         | Nikolai Sujew Marina Yakusheva        | 17–16, 15–9      |